# Ogoas broda
Ogoas broda är en fjärilsart som beskrevs av William Schaus 1904. Ogoas broda ingår i släktet Ogoas och familjen nattflyn. Inga underarter finns listade i Catalogue of Life.